# Facultad de Ciencias Agrarias (Universidad de Antioquia)
La Facultad de Ciencias Agrarias de la Universidad de Antioquia se localiza en la Ciudadela Robledo, campus ubicado en la ciudad de Medellín (Antioquia), Colombia. Es una unidad académica fundada en 1962, dedicada al estudio, la investigación y difusión de las disciplinas relacionadas con los campos de la medicina veterinaria, la zootecnia, y la agronomía.

## Historia
El 10 de octubre de 1916 comenzó a funcionar la Escuela de Agricultura Tropical como una institución independiente y el 14 de abril de 1930 fue incorporada a la Universidad de Antioquia.
Sin embargo, por diferentes razones, principalmente de índole económico, dicha Escuela denominada ahora Instituto Agrícola, fue adscrita en 1937 al Ministerio de Educación Nacional, y desde 1938 se llamó Facultad Nacional de Agronomía, que pasó a la Universidad Nacional de Colombia, sede Medellín, en 1940. Con el transcurso de los años, el área de veterinaria se trasladó a Bogotá, y en Medellín quedó únicamente la Facultad de Agronomía.
A principio de la década del 60 sólo existían dos entidades de este género en Colombia: una en Bogotá y otra en Manizales, adscritas a la Universidad Nacional de Colombia. Era notable la falta de instituciones veterinarias y, por consiguiente, la carencia de profesionales del área, lo que estaba generando el deterioro del hato ganadero de una amplia área de Colombia. 
Para afrontar este problema la universidad crea por medio del Acuerdo Número 2 del Consejo Superior universitario del 30 de julio de 1962 el Instituto de Medicina Veterinaria y de Zootecnia, siendo rector de la Institución el doctor Jaime Sanín Echeverri. Para iniciar actividades, el recién fundado Instituto recibió un fuerte apoyo de la Facultad de Medicina de la Universidad de Antioquia, en aspectos relacionados con los departamentos de ciencias básicas, médicas y biológicas, con sus respectivos laboratorios. 
Dicho Instituto comenzó actividades académicas el 1 de febrero de 1963, con 31 alumnos seleccionados entre 68 solicitudes de ingreso, en un aula del Edificio San Ignacio y en algunas de la Facultad de Medicina. La creación de este proyecto fue liderada por el doctor Oriol Arango, admirador de la carrera médico veterinaria y, a la ocasión, decano de la Facultad de Medicina de la U. de A., Facultad que contribuyó contundentemente en el comienzo del Instituto. No obstante, el proyecto estuvo acompañado por un grupo de ciudadanos, todos interesados en la Medicina Veterinaria y la Zootecnia, quienes vieron la necesidad de formar profesionales aptos en esta área. Vale nombrar entre ellos a los médicos veterinarios Fidel Ochoa, primer Director del Instituto, Raúl Londoño Escobar y Jenaro Pérez Gutiérrez. 
El nuevo Instituto contó con el patrocinio de los Ministerios de Hacienda y Agricultura, el Instituto Colombiano para la Reforma Agraria -INCORA-, la Secretaría de Agricultura de Antioquia, la Facultad de Agronomía de la Universidad Nacional de Colombia sede Medellín, el Instituto Zooprofiláctico Colombiano, el Fondo Ganadero de Antioquia, el Instituto Colombiano Agropecuario, ICA, y la Investigadora Lanar. Los fondos del Ministerio de Hacienda en parte procedieron de dineros donados por la Agencia Interamericana para el Desarrollo (AID). 
El “Memorando sobre la creación del Instituto de Medicina Veterinaria de Medellín”, documento inicial que presenta la necesidad y objetivos del proyecto, se enfoca en varios temas entre los cuales se destacan: el vacío que se formó en el sector agropecuario la desaparición de la Escuela de Agronomía y Veterinaria que laboró hasta inicios del siglo XX en Medellín, el gran retraso del sector ganadero de Antioquia y su área de influencia, la gran cantidad de bovinos que se comerciaban en la Feria de ganados de Medellín, el déficit en la producción lechera y en el poco número de Médicos Veterinarios de Colombia, al igual que la Reforma Agraria que por aquella época se pretendía realizar. Este documento propone tener en cuenta las recomendaciones de las Conferencias latinoamericanas de Enseñanza Agrícola efectuadas en Santiago de Chile en 1958 y Medellín en 1962.

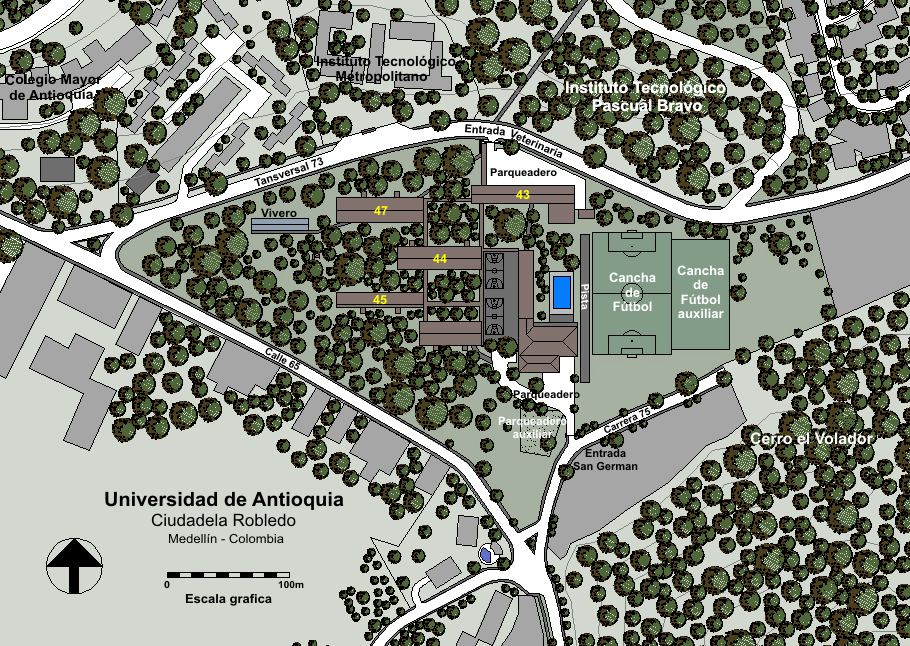
Mapa de la Ciudadela Robledo, sede de la Facultad.

En 1963 se adquiere la hacienda El Progreso, localizada a 30 kilómetros al norte de Medellín, en jurisdicción del municipio de Barbosa y al año siguiente se inician las adecuaciones y construcciones de dicha Hacienda. El Instituto entregó su primera promoción de Médicos Veterinarios en 1967. En 1969, el Instituto se convierte en Facultad de Medicina Veterinaria y de Zootecnia, y como primer Decano es el doctor Raúl Londoño Escobar, y en 1970 egresa la primera promoción de Zootecnistas. 
Para contar con áreas de trabajo se adquieren varias haciendas en el departamento de Antioquia. En marzo de 1974 se obtiene la Hacienda La Candelaria, localizada a 300 kilómetros de Medellín, en jurisdicción del Municipio de Caucasia; en abril de 1998 se consigue la Hacienda La Montaña, localizada a unos 25 kilómetros de Medellín, localizada en jurisdicción del municipio de San Pedro y en junio de 1998 se adquiere la hacienda Vegas de la Clara, en jurisdicción del municipio de Gómez Plata, al nordeste de Antioquia. Además, el 26 de septiembre de 1979 se inaugura la planta de derivados lácteos. 
En 2001, mediante Acuerdo Superior 200 la Facultad de Medicina Veterinaria y de Zootecnia se transforma en Facultad de Ciencias Agrarias a la cual se adscriben la Escuela de Medicina Veterinaria y la Escuela de Producción Agropecuaria, igualmente el Departamento de Formación Académica de Haciendas. Hoy en día, después de más de 40 años desde sus comienzos como Instituto de Medicina Veterinaria, la actual Facultad de Ciencias Agrarias cuenta con 1600 estudiantes aproximadamente, distribuidos en los programas de pregrado de Medicina Veterinaria, Zootecnia, Ingeniería Agrícola e Ingeniería Acuícola, dos Maestrías y dos Doctorados en Ciencias Animales y Ciencias Veterinarias, al igual que Especializaciones en IVC de la Carne, Producción Animal, Pastos y Forrajes, Gerencia Agroambiental y en Clínica de Pequeñas Especies Animales.

## Gobierno
La Facultad está administrada por un decano, quien representa al rector en la Facultad y es designado por el Consejo Superior Universitario para períodos de tres años. Existe un Consejo decisorio en lo académico y asesor en los demás asuntos. Está integrado así: el Decano, quien preside, El Vicedecano, quien actúa como Secretario con voz y sin voto, el Jefe del Centro de Extensión, los tres jefes de Departamento, un egresado graduado designado por las asociaciones de egresados y que no esté vinculado laboralmente con la Universidad para un período de dos años, un profesor elegido por los profesores de la Facultad en votación universal, directa y secreta para un período de un año y un estudiante elegido por los estudiantes de la misma en votación universal, directa y secreta para un período de un año. El elegido puede cumplir los requisitos del representante estudiantil ante el Consejo Superior

## Programas
Pregrado
- Medicina Veterinaria
- Zootecnia
- Ingeniería agropecuaria
- Ingeniería acuícola
- Tecnología en Gestíon de Insumos Agropecuarios- Modalidad virtual

Posgrado
- Doctorado en Ciencias Veterinarias (nuevo)
- Maestría en Ciencias Veterinarias (nuevo)
- Doctorado en Ciencias Animales
- Maestría en Ciencias Animales
- Especialización en Medicina de Pequeñas Especies Animales
- Especialización Clínica en Pequeñas Especies Animales
- Especialización Ciencias BásicasBiomédicas- CBBM
- Especialización Gerencia Agroambiental
- Especialización Pastos y Forrajes
- Especialización Producción Animal